# راشيل نيكولز
راشيل نيكولز  (بالإنجليزية: Rachel Nichols)‏ مواليد 8 يناير 1980 في أوغستا، مين، الولايات المتحدة، هي ممثلة أمريكية بدأت مسيرتها الفنية عام 2000.

## الأعمال
- الخريف في نيويورك
- الجنس والمدينة
- رعب إيميتيفيل
- إيلياس
- حرب تشارلي ويلسون
- ستار تريك
- جي. آي. جو: ظهور الكوبرا
- كريمنال مايندز

## روابط خارجية
- راشيل نيكولز على موقع IMDb (الإنجليزية)
- راشيل نيكولز على موقع روتن توميتوز (الإنجليزية)
- راشيل نيكولز على موقع ألو سيني (الفرنسية)
- راشيل نيكولز على موقع تيرنر كلاسيك موفيز (الإنجليزية)
- راشيل نيكولز على موقع أول موفي (الإنجليزية)
- راشيل نيكولز على موقع قاعدة بيانات الأفلام السويدية (السويدية)
- راشيل نيكولز على موقع قاعدة بيانات الفيلم (الإنجليزية)
- راشيل نيكولز على موقع كينوبويسك (الروسية)
- راشيل نيكولز على موقع دليل عارضات الأزياء (الإنجليزية)